# MIM-104 Patriot
El MIM-104 Patriot es un sistema de misiles tierra-aire (SAM), el principal sistema de este tipo utilizado por el ejército de los Estados Unidos y varios Estados aliados. Es fabricado por la empresa estadounidense Raytheon y debe su nombre al componente de radar del sistema de armas, el AN/MPQ-53 conocido como «Radar de seguimiento de matriz en fase para interceptar el objetivo» (en inglés: Phased Array Tracking Radar to Intercept on Target), cuyo acrónimo es «Patriot». A partir de 1984, el sistema Patriot comenzó a reemplazar al dispositivo Nike Hercules como principal plataforma de defensa aérea alta a media (HIMAD) del ejército de EE. UU., y al MIM-23 Hawk como equipo de defensa aérea táctica media del ejército estadounidense. Además de estas funciones, al Patriot se le ha asignado una función en el mecanismo de misiles antibalísticos (ABM) del ejército de EE. UU. Se prevé que el sistema permanezca en funcionamiento hasta al menos 2040.
La batería Patriot utiliza un misil interceptor aéreo avanzado y sistemas de radar de alto rendimiento. Patriot fue desarrollado en Redstone Arsenal en Huntsville, Alabama, que previamente había desarrollado el programa Salvaguarda ABM y sus componentes Spartan y misiles Sprint de velocidad hipersónica. El símbolo de Patriot es un dibujo de un Minuteman (un miliciano) de la época de la guerra de Independencia de los Estados Unidos.
El MIM-104 Patriot se ha exportado en grandes cantidades. El Patriot fue uno de los primeros sistemas tácticos del departamento de Defensa de EE. UU. (DoD) en emplear una autonomía letal en combate. Fue utilizado por primera vez en la guerra del Golfo de 1991 con resultados controvertidos, y después con éxito contra misiles iraquíes en la Guerra de Irak de 2003. También ha sido utilizado por fuerzas saudíes y emiratíes en la Guerra civil yemení contra los ataques con misiles hutíes. El sistema Patriot logró sus primeros derribos indiscutibles de aviones enemigos al servicio del Mando de Defensa Aérea Israelí cuando baterías MIM-104D derribaron dos vehículos aéreos no tripulados de Hamás durante la operación Margen Protector en agosto de 2014, y en septiembre de 2014 una batería Patriot israelí derribó un Sukhoi Su-24 de la Fuerza Aérea Siria que había penetrado el espacio aéreo de los ocupados Altos del Golán, logrando el primer derribo por parte del sistema de un avión enemigo tripulado.

## Introducción
El sistema Patriot fue concebido en los años 60, fabricado a partir de 1976 para usos antiaéreos y distribuido en 1984. En 1988 fue adaptado para servir también como sistema de interceptación de misiles balísticos, denominado PAC (Patriot Advanced Capability). Cada batería se compone de seis vehículos-lanzadores capaces de transportar cuatro misiles cada uno (dieciséis en el caso de los PAC-3), remolcado por un semitráiler M-860, y que son gobernados por otro tráiler que lleva la estación de control MSQ-104, y guiados por un radar AN/MPQ-53 o AN/MPQ-65, e interconectados por el sistema de antenas OE-349.
Usa el sistema de guía Track-vía-Missile y un terminal de radar. Cada misil mide 5.31 m de largo, pesa unos 900 kg y es propulsado mediante un motor de combustible sólido a una velocidad máxima de Mach 5. Lleva una cabeza de fragmentación de 91 kg. El alcance efectivo es de unos 70 km. Los sistemas Patriot se han vendido a algunos países como Israel, Alemania, Holanda, Bélgica y España.

## Uso durante la guerra del Golfo de 1991

### Prueba de fuego
Antes de la guerra del Golfo, los sistemas de defensa antimisiles eran un concepto de guerra sin probar. El objetivo de los Patriot era abatir los misiles Scud o Al Hussein lanzados por Irak sobre Israel y Arabia Saudí. El primer uso en combate del Patriot ocurrió el 18 de enero de 1991, cuando se enfrentó a lo que más tarde se descubrió que era un problema informático. En realidad, no hubo ningún Scud disparado contra Arabia Saudita el 18 de enero. Este incidente fue ampliamente tergiversado como la primera interceptación exitosa de un misil balístico enemigo en la historia.
A lo largo de la guerra, los misiles Patriot intentaron atacar más de cuarenta misiles balísticos hostiles. El éxito de estos compromisos y, en particular, cuántos de ellos eran objetivos reales, sigue siendo controvertido. El análisis de vídeo de posguerra de presuntas intercepciones realizado por el profesor del MIT Theodore Postol sugiere que ningún Scud fue realmente alcanzado. Este análisis es impugnado por Peter D. Zimmerman , quien afirmó que las fotografías del fuselaje de los misiles Scud derribados en Arabia Saudita demostraban que los misiles Scud fueron disparados hacia Arabia Saudita y estaban plagados de fragmentos del potenciador de letalidad de misiles Patriots.

### El error de Dharan
El 25 de febrero de 1991, un Scud iraquí alcanzó un cuartel estadounidense en Dharan, Arabia Saudí, matando a veintiocho soldados.
Una investigación de los Estados Unidos dictaminó que el error de interceptación en Dharan se debió a un error de software en el reloj del sistema. La batería Patriot de Dharan había estado activada durante cien horas, tras las cuales el reloj se había retrasado un tercio de segundo, equivalente a un error de posición de seiscientos metros. El sistema de radar detectó el Scud y buscó el lugar donde estaría instantes después para poder interceptarlo. Pero debido al error del reloj, el radar buscó en un lugar que no era y no encontró misil alguno. De este modo el sistema asumió que se trataba de una falsa alarma y dejó de rastrear al Scud. Los israelíes habían identificado el problema y habían informado al ejército estadounidense y al Proyecto Patriot (programador del software) el 11 de febrero de 1991. Los expertos israelíes habían recomendado reiniciar el sistema informático como solución temporal; sin embargo, los oficiales estadounidenses no entendieron con qué frecuencia debían llevar a cabo esta operación. El fabricante de los Patriot envió el software actualizado al ejército el 26 de febrero, pero llegó al lugar de operaciones demasiado tarde: justo el día después del ataque.

### Porcentaje de aciertos y precisión
El ejército de los Estados Unidos anunció que los Patriot llegaron a tener un porcentaje de aciertos del 80 % en Arabia Saudí y un 50 % en Israel. Poco después, estas cifras disminuyeron al 70 % y 40 %, respectivamente.
El 7 de abril de 1992, dos expertos del MIT y de la Universidad de Tel Aviv testificaron ante un comité de investigación del Congreso. De acuerdo con sus análisis, el sistema Patriot tenía un porcentaje de aciertos por debajo del 10 %, llegando incluso al cero por ciento.
Ese mismo día, otros dos expertos de la Universidad de Harvard y del Centro de Estudios Estratégicos e Internacionales hablaron de sus estudios sobre el porcentaje de aciertos y la precisión de los Patriot en Israel y Arabia Saudí. Rechazaron muchas de las afirmaciones y métodos que habían usado los dos expertos que elaboraron el informe previo. Su análisis consistía en cuantificar:
- Tasa de aciertos - porcentaje de Scuds destruidos o desviados a áreas despobladas.
- Exactitud - porcentaje de Patriots disparados que llegaron a su objetivo.

Es importante apreciar la diferencia cuando se analiza el sistema de forma teórica y cuando se hace en la realidad, en el campo de batalla.
De acuerdo con el último informe, si se lanzaban como media cuatro Patriots para interceptar cada Scud (tres en el caso de Arabia Saudí) y todos los Scud fueran destruidos o desviados, el porcentaje de aciertos sería del 100 %, pero la exactitud sólo de un 25 % o 33 %, respectivamente.

### Efectos psicológicos
Sadam Huseín había ordenado el lanzamiento de misiles sobre Israel con la esperanza de que los israelíes respondieran, de modo que otros Estados árabes entraran en la guerra en defensa de Irak. Los israelíes eran conscientes de que los Scuds podían ir supuestamente equipados con cabezas químicas o biológicas.  La posesión de los Patriot dio un respiro al gobierno de Israel, ya que pudo tranquilizar a la población israelí durante los primeros días de la guerra.
Los bombardeos iraquíes sobre Israel se saldaron con dos muertos y varios cientos de heridos. Sin embargo, siete israelíes murieron asfixiados por llevar máscaras antigás por el miedo a que los Scuds portaran cabezas químicas.

## Mejoras del sistema

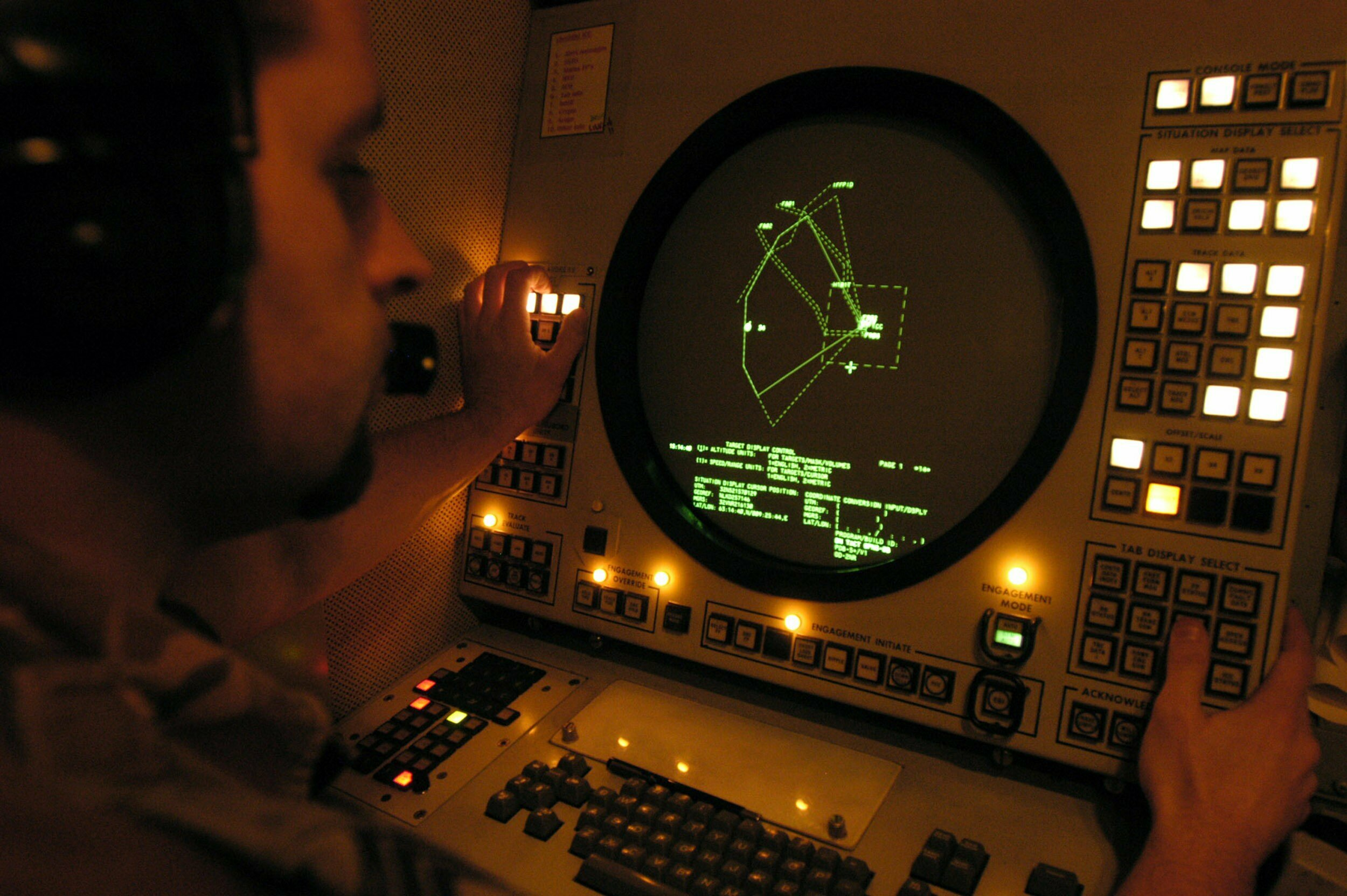
Un operador en la Central de Coordinación de Información (ICC) monitorea las acciones de la batería a través de su pantalla.

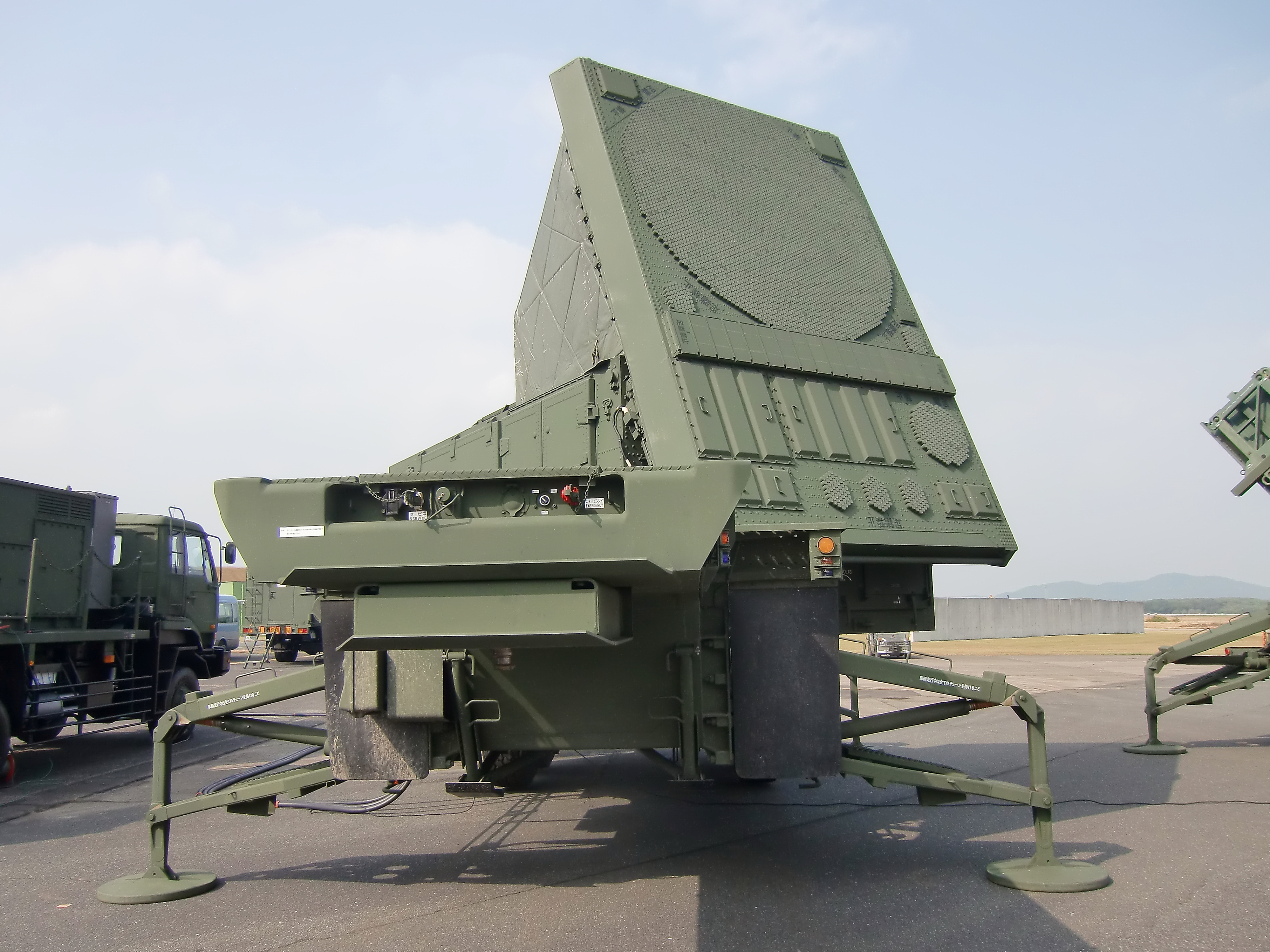
Una vista detallada de un conjunto de radar AN/MPQ-53

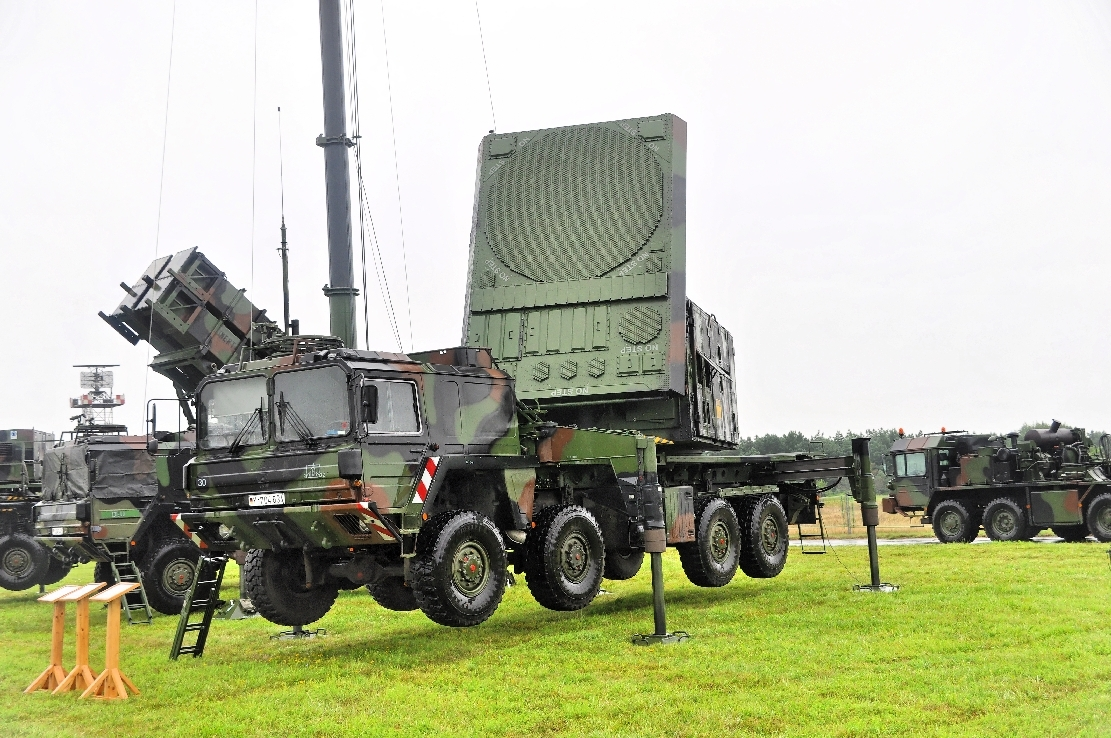
Un sistema Patriot de la Fuerza Aérea Alemana en agosto de 2013.

Desde 2002 Israel usa los Patriot como parte de su doble sistema de defensa contra misiles balísticos. Para interceptar objetivos a grandes altitudes utiliza los misiles Arrow, mientras que para otro tipo de objetivos usa los Patriot. Israel fabrica los Patriot cerca del reactor nuclear de Dimona, donde también desarrolla sus armas nucleares.  
El PAC-2 o Patriot Advance Capability 2 fue mejorado a partir del PAC original o PAC-1 y mejora la capacidad de explosión cerca del objetivo.
El GEM es un añadido al PAC-2 que permite al misil corregir su rumbo en vuelo; en los primeros Patriot todas las correcciones se enviaban al misil desde el centro del control terrestre.
El PAC-3 es otra mejora sobre el PAC-2, más pequeño y efectivo. No contiene explosivos, sino que usa su propia energía cinética para hacer detonar la cabeza del misil interceptado. Debido a su menor tamaño, un camión-lanzador puede llevar dieciséis misiles del tipo PAC-3 (cuatro recipientes de cuatro misiles cada uno), mejorando la capacidad de los tráileres de PAC-1 o PAC-2, que sólo podían llevar cuatro misiles. Los PAC-3 no sólo son más precisos, sino que se puede lanzar un número mayor de misiles contra un objetivo determinado para mejorar las probabilidades de interceptarlo.
Próximamente, una variante del PAC-3 incorporará nuevos y mejorados motores que permitirán un aumento del alcance de los cohetes hasta un máximo de 300 km.
Sin embargo, lo que más se ha mejorado de los Patriots es su software. Raytheon ha creado un software que permite a los PAC-1 interceptar incluso ataques múltiples. Esta característica se ha desarrollado principalmente para contrarrestar las capacidades ofensivas de Corea del Norte, que ha construido dispositivos capaces de lanzar varios cohetes de forma simultánea. Además, esto permite a Raytheon y a la industria armamentística vender a Corea del Sur el inventario de PAC-1 que les sobró de las dos guerras de Irak.

## Uso durante la guerra de Irak
Durante la invasión de Irak en 2003, las baterías de misiles Patriot consiguieron interceptar varios misiles iraquíes, pero se equivocaron al identificar y derribar un avión de combate Tornado GR4 como si fuera un misil iraquí, falleciendo los dos miembros de la tripulación. Inmediatamente después del incidente, se dijo que la causa había sido un error por parte de la tripulación del RAF. Sin embargo, un periodista estadounidense que formaba parte de la unidad operativa de la batería de misiles afirmó que «los Patriot confundieron un avión amigo con un misil balístico enemigo».
En esta guerra se lanzaron los primeros misiles PAC-3 en combate, con bastante éxito. Los Patriot consiguieron interceptar algunos misiles que no eran Scuds, lanzados sobre Kuwait y Arabia Saudí. Estos misiles volaban a una altitud de 50 km (inferior a la de los Scud, que pueden llegar hasta la estratosfera), de modo que se disponía de mucho menos tiempo para identificarlos y destruirlos. Sin embargo, aunque no todos los misiles iraquíes pudieron ser interceptados, los daños que causaron fueron mínimos.

## Guerra de Ucrania (2022 - actualidad)
Las Fuerzas Armadas Ucranianas están usando baterías Patriot para su defensa antiaérea durante la guerra de Ucrania. El 4 de mayo del 2023 el gobierno ucraniano reportó el derribo de un misil Kinzhal ruso por parte de un Patriot, aunque de este hecho solo se publicaron una serie de fotos que no permitían identificar el misil. Posteriormente la interceptación fue confirmada por fuentes estadounidenses. Por su parte el ministerio de Defensa ruso tachó de falsas las afirmaciones de Ucrania y afirmó haber destruido tres baterías Patriot, hecho que tampoco fue confirmado si bien fuentes estadounidenses y ucranianas confirmaron daños al radar de una batería.
El alto coste de los misiles interceptadores del sistema Patriot limitó la cantidad que la OTAN pudo suministrar a Ucrania durante la guerra. En enero de 2024 se estimó que mil interceptadores Patriot costarían 5500 millones de dólares, es decir algo más de cinco millones de euros por misil.

## Operadores
Arabia Saudita.
- Real Defensa Aérea Saudí.

 Alemania.
- Luftwaffe.

 Corea del Sur.

Un mapa de operadores de MIM-104. Operadores actuales en azul, futuros operadores en violeta.

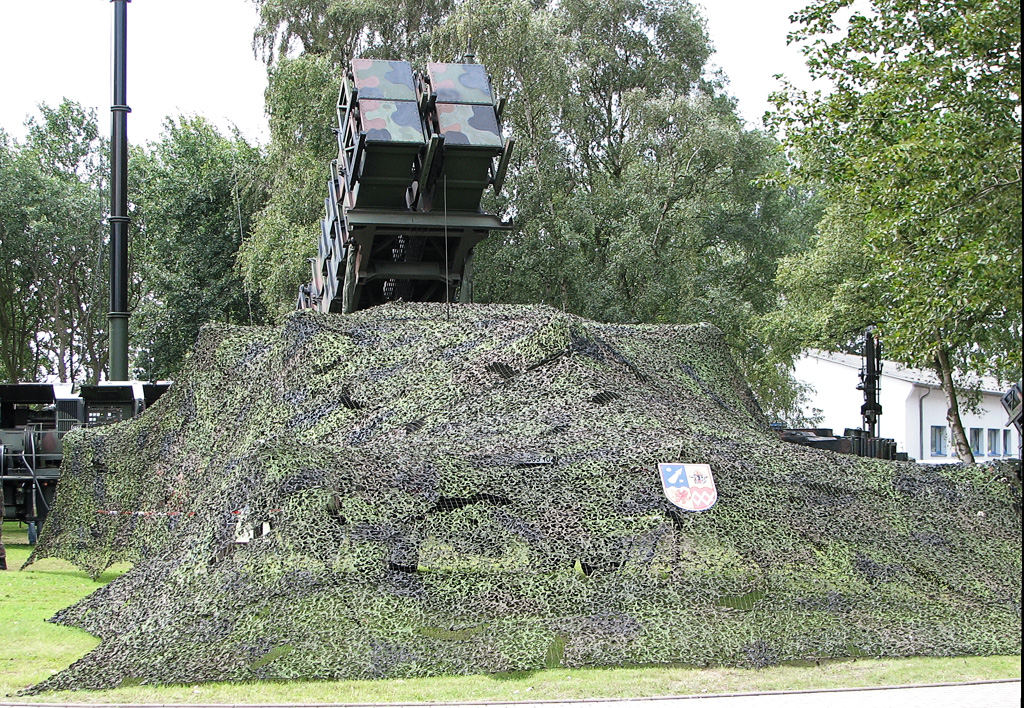
Batería Patriot de la Luftwaffe.

- Fuerza Aérea de la República de Corea.

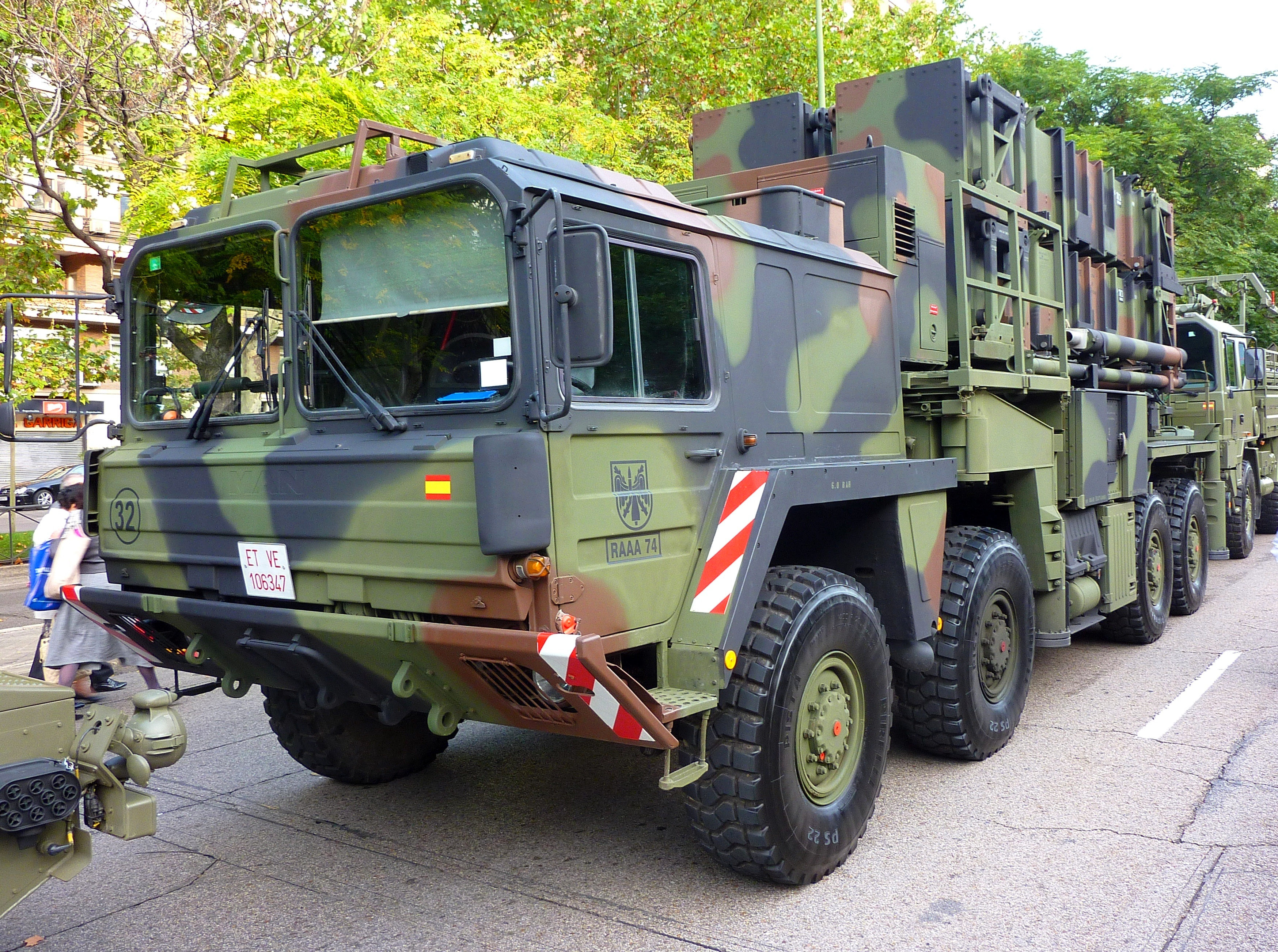
MIM-104 Patriot del Ejército de Tierra de España.

 Egipto.
- Comando de Defensa Aérea Egipcio.

 España.
Ejército de Tierra de España: Dieciocho en tres baterías; la adquisición del sistema de misiles antiaéreos Patriot por parte del Ejército de Tierra español respondió a uno de los compromisos militares adquiridos por España en la Cumbre de la OTAN en 2002. La primera batería de misiles antiaéreos con capacidad antimisil MIM-104 Patriot fue comprada a finales de 2004 al Gobierno de Alemania por 54,2 millones de euros y llegó a España en mayo de 2005. La batería adquirida cuenta con un radar AN/MPQ53, capaz de detectar la llegada de una aeronave enemiga o un misil contra territorio español a 150 km de distancia. Una vez que el radar da la alerta, podrán entrar en acción los misiles PAC-2 Plus que pueden interceptar el misil a 120 km de distancia y a una altura superior a los 20 000 m. La batería está asignada al Regimiento de Artillería Antiaérea número 73, con instalaciones en la provincia de Valencia, protegiendo la zona del Mediterráneo, aunque inicialmente estuvo en el Regimiento de Artillería Antiaérea número 74, en San Roque, para cubrir la zona del estrecho de Gibraltar.
En 2014, el gobierno español autorizó la adquisición de otras dos baterías y diez lanzadores de defensa aérea de misiles Patriot procedentes de Alemania por 41,1 millones de euros. El acuerdo incluiría una central de operaciones (ICC) y dos baterías de cuarenta misiles, vehículos portadores, equipos de comunicaciones y elementos complementarios de logística y mantenimiento. En 2023 EE. UU. autorizó la venta de cuatro nuevas baterías a España con cincuenta y un misiles Patriot Advanced Capability (PAC-3) y veinticuatro estaciones de lanzamiento.
 Estados Unidos.
- Ejército de los Estados Unidos.
  - Air Defense Artillery.

 Grecia.
- Fuerza Aérea Griega.

 Israel.
- Fuerza Aérea Israelí.

 Japón.
- Fuerza Aérea de Autodefensa de Japón.

 Kuwait.
- Fuerza Aérea de Kuwait.

 Países Bajos.
- Real Fuerza Aérea de los Países Bajos.

 Polonia.
- Ejército de Tierra de la República Polaca.

 República de China.
- Fuerza Aérea de la República de China.

 Ucrania.
- Fuerza Aérea de Ucrania

Ucrania recibió varias baterías durante la invasión Rusa del 2022.

## Procedencia del nombre
Según el Ejército de EE. UU., 'Patriot' es un acrónimo de «Phased Array Tracking Intercept of Target». Sin embargo, muchas fuentes afirman que Patriot en realidad no es un acrónimo (Patriot significa «Patriota»). Por eso suele usarse la palabra en minúsculas, sin dar el significado.

### Sistemas similares
- RIM-66 Standard
- RIM-67 Standard
- RIM-174 Standard ERAM
- S-300
- HQ-9
- M-SAM Cheolmae-2
- Eurosam
- AAD

### Listas relacionadas
- Anexo: Materiales del Ejército de Tierra de España